# Discontented Wives
Discontented Wives è un film muto del 1921 interpretato e diretto da J.P. McGowan.

## Trama
Per poter sposare John Gaylord, Ruth lascia New York e la sua casa, andando a vivere con il marito nel West. Ma la solitudine di quella nuova vita la deprime e, così, decide di tornare sui suoi passi, tornandosene a casa. Lì, viene a sapere che John è riuscito a trovare una delle più ricche vene aurifere della California. Una sua lettera, dove rinuncia ai diritti minerari, cade nelle mani di Kirk Harding, un profittatore. John, ingannato, sta per cedergli i suoi diritti ma poi scopre la verità e lotta con il suo avversario.
Ruth, svegliatasi improvvisamente, scopre che è stato tutto un sogno e decide allora di non andarsene e di rimanere accanto al marito.

## Produzione
Il film fu prodotto dall'Herald Productions, una piccola compagnia che, dal 1921 al 1922, produsse solo tre pellicole.

## Distribuzione
Il copyright del film, richiesto dalla Herald Productions, fu registrato il 7 settembre 1921 con il numero LU16944. 
Distribuito dalla Playgoers Pictures, il film uscì nelle sale cinematografiche USA il 25 settembre 1921.